# Call Me, Beep Me!
«Call Me, Beep Me!» (с англ. — буквально «Напишите мне, позвоните мне!») или «Ким Пять-с-плюсом: Песня» — тема песни американского анимационного мультсериала 2002 года Ким Пять-с-плюсом. Песня была написана для сериала Кори Лериос и Джорджем Габриэлем.
В этой песне Ким Пять-с-плюсом (главная героиня сериала) говорит слушателям, что если где-то беда, то лучше «позвонить» ей, «написать» ей, независимо от того, день это или ночь «и обещает, что она не подведёт их и поспешит помочь». Таким образом, это отражает использование современных технологий мобильных телефонов.
Оригинальная версия, сыгранная во вступительной заставке мультсериала 2002 года, была записана Кристиной Милиан.
С тех пор эта песня была переозвучена и освещена многими исполнителями, в частности Присциллой (2006) на французском языке и группами Preluders (2004) и Banaroo (2006) на английском языке и Бэни на японском языке.
В 2015 году оригинал Кристины Милиан занял первое место в рейтинге «Песен прошлых лет на канале Диснея».
Песня «Позвони мне, пиши мне!» также используется в качестве темы для одноимённого полнометражного фильма с живыми актёрами, который должен выйти в феврале 2019 года. Он был записан для фильма его ведущей актрисой, Сэди Стэнли. Её версия получила современный данс-поп, аранжировку и сильно отличается от оригинала.

## Список треков

### Оригинальная версия
CD maxi single «Walking on Sunshine» / «Call Me, Beep Me» (Cheyenne 500 418-8, 2004)
1. «Walking on Sunshine» (Радио версия) — 3:35
2. «Call Me, Beep Me» (Радио версия) — 2:36
3. «Walking on Sunshine» (Караоке) — 3:35

Extras: «Call Me, Beep Me» (Видео) — 2:36

### Версия Banaroo
CD maxi single «Uh Mamma» (Na klar! 500 987 773-6, 24 February 2006)
1. «Uh Mamma» (Радио версия) — 3:14
2. «Uh Mamma» (The Navigator RmxVers. 1.2) — 4:20
3. «Uh Mamma» (Retro Filter Mix) — 4:21
4. «Uh Mamma» (Instrumental) — 3:12
5. «Call Me, Beep Me!» — 3:02[14]

### Версия Присциллы
Digital download single (Отчёты Уолта Диснея, 30 июня 2006)
1. «Mission Kim Possible» — 2:36[15]

### Версия Sadie Stanley
Digital download single (Отчёты Уолта Диснея, 11 января 2019 года)
1. «Call Me, Beep Me! (From „Kim Possible“)» — 2:41[16]